# 北林透馬

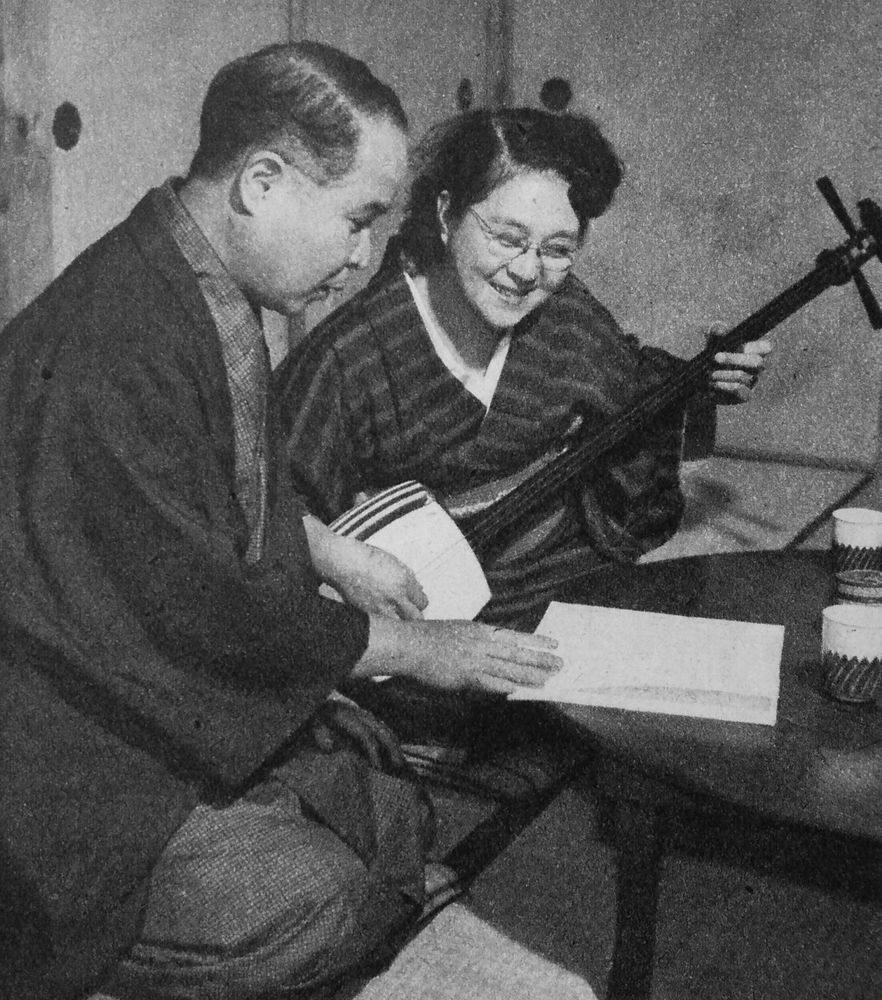
北林透馬・余志子夫妻

北林 透馬（きたばやし とうま、1904年12月10日 - 1968年11月13日）は、日本の小説家。本名は清水金作。愛称は「トーマ」。
薬学博士の清水藤太郎は義理の兄にあたる。

## 経歴
神奈川県横浜市中区馬車道の大店「平安堂薬局」の次男として生まれる。最終学歴は上智大学独文科中退である。戦前から昭和30年代初頭にかけて活躍した流行作家で、居住地である横浜を舞台にした作品を多数執筆。「ハマを代表するモダンボーイ」といわれた。
旧制中学時代、馬車道にある生家から中区石川町五丁目に居を移し、勉強部屋で文学活動を開始。1925年から29年まで「清水孝祐」の名で、同人誌などに作品を発表する。デビュー作は「横浜貿易新報」(後の「神奈川新聞」)に連載した「波斯猫（ペルシャ猫）」。挿絵は戦前の文芸誌「新青年」のレギュラー執筆者で遊び仲間の中村進治郎だった。
1930年、中央公論が企画した文芸アンデパンダン展において「街の国際娘」が第一席に選ばれたことを機に、新たなペンネーム「北林透馬」を名乗る。以後「新青年」などに作品を発表し、名声を得た。昭和初期の都市風俗小説や犯罪小説、ミステリー小説を得意とし、いくつかの作品が映画化されている。
幼なじみで二歳年上の劇作家・鈴木余志子と1934年に結婚。媒酌人は岡本綺堂。
1942年、陸軍報道班員として徴用され、豊田三郎、高見順、清水幾太郎、山本和夫、小田嶽夫、榊山潤らと共にビルマ（現ミャンマー）に赴任。同年6月から軍事放送局「全緬甸放送局」の立ち上げに参加した。
石川町の自宅は父親がポルトガル人のダ・ローザという人物から譲り受けたもので、戦時中も疎開せずに留まりつづけたが、1945年の横浜大空襲により焼失。立派な洋館からバラックになっても終の棲家として離れることはなかった。
終戦後は「横濱映画株式会社」の取締役として、本牧にあった米軍基地内の映画館ビル・チカリン・シアターの運営に携わる。また余志子夫人共々GHQの下部組織である「終戦連絡横浜事務局」にも勤務した。
その後NHKラジオの「とんち教室」のレギュラー出演者となり、全国的な人気を博した。横浜ペンクラブ会長を勤めていたのも戦後のことである。
晩年は二度にわたる脳溢血のため、十年にわたり病床に伏していた。

## エピソード
- 「北林透馬」というペンネームは、明治期の詩人・作家・評論家である北村透谷の名前をもじったもの。本名を嫌い、一生使おうとしなかった。
- 余志子夫人の証言によると、横浜出身の作家・里見弴原作の「多情仏心」に登場する不良少年西山普烈と「街の国際娘」に登場する混血不良青年フレディーは、同一人物らしい。西山は古い知り合いで、戦後、北林家の地所に北欧風の家を建ててしばらく棲んでいた、という。[1]
- 若い頃はかなりの遊び人だった。当時の仲間に俳優の江川宇礼雄（西山普烈）や中村進治郎らがいる。
- 正確には次男ではなく三男で一歳年上の兄がいた。しかし4歳で亡くなったため、次男と書かれることが多い。
- 居住地である横浜を舞台にした作品が多く、父祖が和歌山出身で、母あるいは祖母に華族屋敷での行儀見習いや大名の妾宅での奉公の経験があるなど、大佛次郎と共通点がすくなくない。戦時下の東南アジア派遣という体験も共有しており、二人の作家には交友があった。

## 作品リスト

### 小説
- 街の国際娘（1930年）
- 港の日本娘（1933年）……「波斯猫」を改題し、単行本化したもの
- 凍る路（1936年）
- 居留地の丘（1939年）
- 花ひらく亜細亜（1939年）
- 電話の声（1951年）
- レスビアンの娼婦—耽綺派中篇集（1955年）
- 日米遊侠伝（1956年）
- 恐怖のヨコハマ（1956年）

### 戯曲
- 幻想曲（ファンタジア）（1925年）……デビュー前の作品
- ぷれえん・そをだ（1925年）……デビュー前の作品
- 愚連隊の仙太（1936年）
- 夷人と日本娘（1936年）
- 薔薇は咲けども（1937年）
- 波止場やくざ(1939年）
- 花ひらく亜細亜(1940年）

## 映画化された作品
- 港の日本娘（1933年）監督・清水宏、製作・松竹キネマ（蒲田撮影所）
- 波止場やくざ（1937年）監督・重宗務、製作・東京発声映画製作所